# Городок (Томская область)
Городок — село в Первомайском районе Томской области  России. Входит в состав Куяновского сельского поселения. Население 42 чел. (2021) .

## История
Основано в 1826 г. В 1926 году состояло из 111 хозяйств, основное население — белорусы. Центр Городокского сельсовета Зыряновского района Томского округа Сибирского края.
Согласно Закону Томской области от 10 сентября 2004 года № 204-ОЗ "О наделении статусом муниципального района, сельского поселения и установлении границ муниципальных образований на территории Первомайского района село вошло в состав Куяновского сельского поселения.

## Население
| 1926 | 2002 | 2010 | 2012 | 2013 | 2014 | 2015 |
| ---- | ---- | ---- | ---- | ---- | ---- | ---- |
| 541  | ↘71  | ↘32  | ↘31  | ↘27  | ↘26  | ↘23  |
| 2021 |      |      |      |      |      |      |
| ↗42  |      |      |      |      |      |      |